# 제15회 골든 래즈베리상
제15회 골든 래즈베리상은 1994년 영화를 대상으로 1995년 3월에 열린 시상식이다. LA El Rey Theatre에서 개최되었다.

## 수상 및 후보

### 최악의 작품상
- 컬러 오브 나이트 수상
- 노스
- 죽음의 땅
- 스페셜리스트
- 와이어트 어프
- 비버리 힐스 캅 3
- 고인돌 가족
- 러브 어페어
- 굿바이 뉴욕 굿모닝 내 사랑 2 - 황금을 찾아라

### 최악의 남우주연상
- 와이어트 어프 - 케빈 코스트너 수상
- 아빠와 한판승 - 맥컬리 컬킨
- 페이지마스터 - 맥컬리 컬킨
- 리치 리치 - 맥컬리 컬킨
- 죽음의 땅 - 스티븐 시걸
- 스페셜리스트 - 실베스타 스탤론
- 컬러 오브 나이트 - 브루스 윌리스
- 노스 - 브루스 윌리스

### 최악의 여우주연상
- 마지막 연인 - 샤론 스톤 수상
- 스페셜리스트 - 샤론 스톤 수상
- 겟어웨이 - 킴 베이싱어
- 죽음의 땅 - 조안 첸
- 컬러 오브 나이트 - 제인 마치
- 카우걸 블루스 - 우마 서먼

### 최악의 남우조연상
- 스페셜리스트 - 실베스타 스탤론 & 샤론 스톤 수상
- 총알 탄 사나이 3 - O.J. 심슨 수상
- 컬러 오브 나이트 - 모든 출연 커플
- 에덴으로 가는 비상구 - 댄 애크로이드 & 로지 오도넬
- 와이어트 어프 - 케빈 코스트너와 세명의 아내
- 에덴으로 가는 비상구 - 댄 애크로이드
- 노스 - 댄 애크로이드

### 최악의 여우조연상
- 지금은 순찰 중 - 로지 오도넬 수상
- 에덴으로 가는 비상구 - 로지 오도넬 수상
- 고인돌 가족 - 로지 오도넬 수상
- 컬러 오브 나이트 - 제인 마치
- 스타 트렉 7 - 넥서스 트렉 - 윌리암 샤트너
- 스페셜리스트 - 로드 스테이거
- 노스 - 케시 베이츠
- 고인돌 가족 - 엘리자베스 테일러
- 컬러 오브 나이트 - 레슬리 앤 워렌
- 카우걸 블루스 - 숀 영

### 최악의 감독상
- 죽음의 땅 - 스티븐 시걸 수상
- 와이어트 어프 - 로렌스 캐스단
- 비버리 힐스 캅 3 - 존 랜디스
- 노스 - 로브 라이너
- 컬러 오브 나이트 - 리차드 러쉬

### 최악의 각본상
- 고인돌 가족 수상
- 컬러 오브 나이트
- 밀크 머니
- 노스
- 죽음의 땅

### 최악의 신인상
- 총알 탄 사나이 3 - Anna Nicole Smith 수상
- 리틀 부다 - 크리스 이삭 수상
- 에이스 벤츄라 - 짐 캐리
- 덤 앤 더머 - 짐 캐리
- 마스크 - 짐 캐리
- 못말리는 초보 선원 - 크리스 엘리엇
- NBA 챔프 - 샤키 오닐

### 최악의 주제가상
- 썸벨리나 - Marry The Mole! 수상
- 컬러 오브 나이트 - The Color of The Night
- 죽음의 땅 - Under The Same Sun

### 최악의 속편상
- 와이어트 어프 수상

### 최악의 커플상
- 뱀파이어와의 인터뷰 - 톰 크루즈 & 브래드 피트 수상

## 같이 보기
- 제67회 아카데미상
- 제48회 영국 아카데미 영화상
- 제52회 골든 글로브상
- 제1회 미국 배우 조합상